# Господарський суд Дніпропетровської області
Господа́рський суд Дніпропетро́вської о́бласті — місцевий спеціалізований господарський суд першої інстанції загальної юрисдикції, розташований в місті Дніпрі, юрисдикція якого поширюється на Дніпропетровську область.

## Компетенція
Місцевий господарський суд керуються при здійсненні судочинства Господарським процесуальним кодексом України. Він розглядає господарські справи, тобто ті, що виникають у зв'язку із здійсненням господарської діяльності юридичними особами та фізичними особами-підприємцями. Це, зокрема, справи про стягнення заборгованості за договорами, про чинність договорів, про відшкодування шкоди, про банкрутство, про захист права власності, корпоративні спори та ін.
Господарський суд розглядає справу, як правило, за місцезнаходженням відповідача, тобто якщо офіційна адреса відповідача зареєстрована на території юрисдикції цього суду.

## Розташування
Адреса суду — 49027, м. Дніпро, вул. Володимира Винниченка, 1-А.
Суд складається з однієї будівлі, що розташовані у двох хвилинах ходу від проспекту Дмитра Яворницького.

## Історія
У перші роки після Жовтневої революції в умовах слаборозвинених товарно-грошових відносин судові спори між казенними установами не допускалися, а розбіжності, що виникали між підприємствами і організаціями, вирішувалися в адміністративному порядку органами управління.
У 20-х роках ХХ століття в період нової економічної політики в межах загальної судової системи діяли арбітражні комісії, до підсудності яких відносились справи, пов'язані зі спорами між державними підприємствами та установами, а у травні 1931 р. в системі органів державного управління був створений державний арбітраж.
У червні 1931 року на підставі Положення «Про державний арбітраж УРСР» був утворений Державний арбітраж при Раді Народних Комісарів і відповідно міжрайонний орган державного арбітражу в Дніпропетровську, у лютому 1932 року в Україні було утворено 5 областей серед них була і Дніпропетровська у зв'язку з чим міжрайонний державний арбітраж було ліквідовано і був утворений державний арбітраж при обласному виконавчому (організаційному) комітеті у складі державних арбітрів.
На жаль, у державному архіві Дніпропетровської області архівних матеріалів цього періоду не збереглося. Відомо лише те, що першим завідувачем обларбітражу Дніпропетровської області, починаючи з 1933 року, стала Курочкіна Клавдія Андріївна.
У 1953 році відповідно до постанови Ради Міністрів УРСР «Про затвердження структури штатів управління Міністерства юстиції УРСР при облвиконкомах» від 20 травня 1953 року № 1049 державний арбітраж передано в систему Міністерства юстиції УРСР. Штатним розписом управління юстиції на 1953 рік для структурного підрозділу-державного арбітражу передбачено 3 штатні одиниці: головний арбітр, арбітр, секретар-друкарка.
У червні 1954 р. обласні державні арбітражі були виведені з підпорядкування Міністерства юстиції УРСР та підпорядковані виконавчим комітетам обласних Рад депутатів трудящих і на підставі рішення виконкому Дніпропетровський державний арбітраж почав називатися Дніпропетровський державний арбітраж при виконавчому комітеті Дніпропетровської обласної Ради депутатів трудящих. Головним арбітром була призначена Курочкіна К. А., яка працювала арбітром до 1960 р.
На той час штат облдержарбітражу складався всього із 6 чоловік: головний арбітр — 1, державні арбітри — 3, консультант — 1, друкарка — 1. Держарбітраж у цей період був розташований у приміщенні обласного суду в маленькому, темному, підвальному приміщенні. Умови праці були дуже незадовільними: не пристосовані до роботи приміщення, сірі кімнати, бетонні підлоги, відсутність денного світла. Через низьку заробітну плату та велику завантаженість, мали місце велика плинність кадрів та постійна недостатня кількість консультантів і друкарок.
На підставі постанови Ради Міністрів УРСР «Про реорганізацію державних арбітражів при виконкомах обласних (промислових) Рад депутатів» від 28 серпня 1963 р. № 985 державний арбітраж при виконкомі Дніпропетровської обласної (промислової) Ради депутатів трудящих було реорганізовано в міжобласний державний арбітраж при виконкомі Дніпропетровської обласної (промислової) Ради депутатів трудящих із підпорядкуванням трьох областей: Дніпропетровської, Кіровоградської та Запорізької. Станом на 1 січня 1963 р. штат облдержарбітражу складався з 17 чоловік: головний державний арбітр — 1, держарбітри — 8, старший консультант, консультанти — 3, секретар, друкарки — 2, бухгалтер — 0,5, прибиральниця — 0,5.
У 1966 р. на підставі постанови Ради Міністрів України «Про структуру місцевих арбітражів та їх штатів» від 31 грудня 1965 р. № 1278 Міжобласний Державний арбітраж було реорганізовано у Державний арбітраж при виконавчому комітеті Дніпропетровської обласної Ради депутатів трудящих. Відповідно був зменшений штат Державного арбітражу, і станом на 1 січня 1966 р. становив 10 чоловік: головний держарбітр, держарбітри — 4, консультанти — 2, секретар, друкарки — 2.
У 1978 р. головним арбітром Дніпропетровського облдержарбітражу був призначений Донець Віктор Дмитрович, а з 1984 р. — Бодрягін Анатолій Іванович.
На той час Державний арбітраж Дніпропетровської області посідав друге місце в Україні за обсягом розглянутих справ. Кількість розглянутих справ на кожного арбітра протягом року становила понад 1600. Держарбітраж порушував справи за своєю ініціативою: по будівництву, поставках; тримав тісний контакт із правоохоронними органами, прокуратурою, органами метрології і сертифікації з питань якості, надавав їм матеріал і щодо порушень, що сприяло підвищенню державної дисципліни.
При державному арбітражі діяла школа «адвокати в арбітражі». Систематично проводились заняття для адвокатів, молодих спеціалістів, які обслуговували підприємства, але ще не мали достатнього досвіду в господарських спорах. Це мало двосторонню користь, адже арбітраж був зацікавлений у підвищенні професійного рівня адвокатів, які звертались до нього з позовами. Також до практики роботи арбітражу в цей час увійшло проведення днів правових знань безпосередньо в трудових колективах.
У 1987 р. рішенням Дніпропетровського обласного виконкому Ради народних депутатів головним державним арбітром Дніпропетровської області призначено Плевако Володимира Івановича.
Час функціонування Дніпропетровського держарбітражу в цей період був роками великої організаційної роботи, постійного творчого пошуку, нових ідей і прагнення до самореалізації. Поширювалась роль і значення державного арбітражу і його внесок у зміцнення законності в господарських взаємовідносинах.
У червні 1991 р. на підставі Закону України «Про арбітражний суд» держарбітраж був ліквідований та створено арбітражний суд. В системі арбітражних судів України державний арбітраж області отримав статус арбітражного суду Дніпропетровської області, а арбітри набули статус суддів. Була затверджена структура та штатний розпис арбітражного суду Дніпропетровської області в кількості 26 чоловік.
Розпорядженням голови Дніпропетровського облвиконкому від 30 жовтня 1991 р. № 545Р обласному арбітражному суду було надано приміщення, розташоване на 5-му поверсі будівлі колишнього Дніпропетровського обласного комітету Комуністичної партії України на проспекті Олександра Поля, 1 в м. Дніпропетровську.
У 1992 р. Постановою Верховної Ради України на посаду голови арбітражного суду був затверджений Плевако Володимир Іванович.
Завдяки наполегливості керівництва арбітражного суду органи державної влади області звернули увагу на проблеми арбітражного суду і надали йому допомогу у вирішенні організаційних і соціально-побутових питань, у тому числі виділенні придатнішого приміщення для роботи. У листопаді 1997 р. арбітражний суд області, після закінчення реконструкції, розмістився у чотириповерховому будинку по вул. Володимира Винниченка, 1А, м. Дніпропетровськ.
Кількість працівників арбітражного суду Дніпропетровської області щороку зростала разом із кількістю розглянутих спорів і вже у серпні 2000 р. склала 95 чоловік.
На підставі Закону України «Про внесення змін до Закону України «Про арбітражний суд», прийнятого Верховною Радою України 21.06.2001 р., арбітражний суд Дніпропетровської області був реорганізований в господарський суд Дніпропетровської області. У 2002 році його очолив Парусніков Юрій Борисович, що працював на посаді судді з 1994 року.
За особистий внесок у зміцнення законності у сфері господарських відносин Почесне звання «Заслужений юрист України» присвоєно голові суду Паруснікову Юрію Борисовичу у 2003 році та заступнику голови суду Камші Ніні Миколаївні — у 2009 році.

## Сьогодення
На даний час головою господарського суду Дніпропетровської області є Татарчук Володимир Олександрович, заступниками голови суду є Камша Ніна Миколаївна та Васильєв Олег Юрійович

### Керівництво
| Посада                | ПІБ                              | Графік прийому   | Телефон |
| --------------------- | -------------------------------- | ---------------- | ------- |
| Голова суду           | Татарчук Володимир Олександрович | СР 09:00 — 12:00 |         |
| Заступник Голови суду | Камша Ніна Миколаївна            | ПТ 09:00 — 12:00 |         |
| Заступник Голови суду | Васильєв Олег Юрійович           | ПН 09:00 — 12:00 |         |

### Склад суддів
- Бєлік В. Г.;
- Бондарєв Е. М.;
- Васильєв О. Ю.;
- Владимиренко І.В.;
- Дубінін І. Ю.;
- Євстигнеєва Н. М.;
- Єременко А. В.;
- Забарющий М.І.;
- Загинайко Т. В.;
- Калиниченко Л. М.;
- Кеся Н. Б.;
- Колісник І. І.;
- Красота О. І.;
- Крижний О. М.;
- Ліпинський О. В.;
- Манько Г. В.;
- Мартинюк С. В.;
- Мельниченко І. Ф.;
- Мілєва І. В.;
- Назаренко Н. Г.;
- Ніколенко М.О.;
- Новікова Р.Г.;
- Панна С. П.;
- Первушин Ю. Ю.;
- Петренко Н. Е.;
- Петренко І. В.;
- Петрова В. І.;
- Полєв Д. М.;
- Примак С. А.;
- Рудовська І. А.;
- Рудь І. А.;
- Суховаров А. В.;
- Фещенко Ю. В.;
- Юзіков С. Г.;
- Ярошенко В. І.;

В порівняні з останніми роками значно збільшилася штатна чисельність працівників суду і на наш час[коли?] становить 228 одиниць, з них — 46 суддів.
За останні чотири роки, аналізуючи навантаження по розгляду справ судом, піковим залишається 2007 рік (2770 позовних заяв/місяць), далі спостерігався спад — до 1808 позовних заяв/місяць. Вплив світової кризи позначився на зростанні кількості позовів у 2009 році (2068 позовних заяв/місяць) у 2010 році спостерігався незначний спад кількості заяв (1884 позовних заяв/місяць) і майже досягнув рівня 2008 року.